# Crespano del Grappa
Crespano del Grappa est une ancienne commune italienne située dans la province de Trévise dans la région Vénétie, dans le nord-est de l'Italie. Depuis le 30 janvier 2019, elle fait partie de la commune de Pieve del Grappa.

## Monuments et patrimoine

### Communes limitrophes
Borso del Grappa, Cismon del Grappa, Fonte, Paderno del Grappa, San Zenone degli Ezzelini